# Великие Жеребки
Великие Жеребки (укр. Великі Жеребки) — село в Волочисском районе Хмельницкой области Украины.
Население по переписи 2001 года составляло 233 человека. Почтовый индекс — 31222. Телефонный код — 3845. Код КОАТУУ — 6820986202.

## Местный совет
31222, Хмельницкая обл., Волочисский р-н, с. Поповцы